# Mao Ce Dun
Mao Ce Dun – albańsko–włoski film fabularny z roku 2007 w reżyserii Besnika Bishy, na podstawie powieści Besnika Mustafaja Daullja prej letre.

## Opis fabuły
Akcja filmu rozgrywa się w latach 70. XX wieku w Albanii będącej pod rządami Envera Hodży. W małym mieście zostaje osiedlona przymusowo grupa Romów. Spokojne życie tej społeczności zakłócają narodziny dziecka. Syn jest dziewiątym dzieckiem w rodzinie romskiej. Aby przyniósł szczęście nie tylko swojej rodzinie, ale całej społeczności romskiej, jego ojciec Hekuran decyduje się nazwać go imieniem Mao Zedonga. Uzyskuje na to zgodę ze strony ambasady chińskiej, do której skierował w tej sprawie list. Lokalne władze partyjne mają nie lada kłopot – jak zachować się w zaistniałej sytuacji, aby pozostać w zgodzie z oficjalną linią partii i nie narazić na szwank stosunków z zaprzyjaźnionymi Chinami.

## Obsada
- Fadil Hasa jako Hekuran Romalini
- Miola Sitaj jako Sulltana Romalini
- Ola Sadiku jako Xhina
- Marko Bitraku jako Myslim
- Vangjel Toçe jako Tahir
- Zehrudin Dokle jako Abdiu
- Sadush Ylli jako Petrit
- Driola Dega jako Xhina
- Mina Koxhaku jako Hysen
- Genc Fuga jako Genc
- Natasha Sela jako Cyganka